# Carlos Calvo Beristain
Carlos Andrés Calvo Beristain (Mérida, 2 dicembre 1992) è un ex calciatore messicano, di ruolo difensore.

## Carriera
Ha giocato nella massima serie messicana.